# Ivor Campbell
Ivor Campbell (11. januar 1898 – 1. september 1971) var en canadisk roer som deltog i de olympiske lege 1924 i Paris.
Campbell vandt en sølvmedalje i roning under OL 1924 i Paris. Han var styrmand på den canadiske otter som kom en andenplads efter USA. Deltagerne på den canadiske otteren bestod af Arthur Bell, Robert Hunter, William Langford, Harold Little, John Smith, Warren Snyder, Norman Taylor, William Wallace og Ivor Campbell som var styrmann.   